# たけまる号

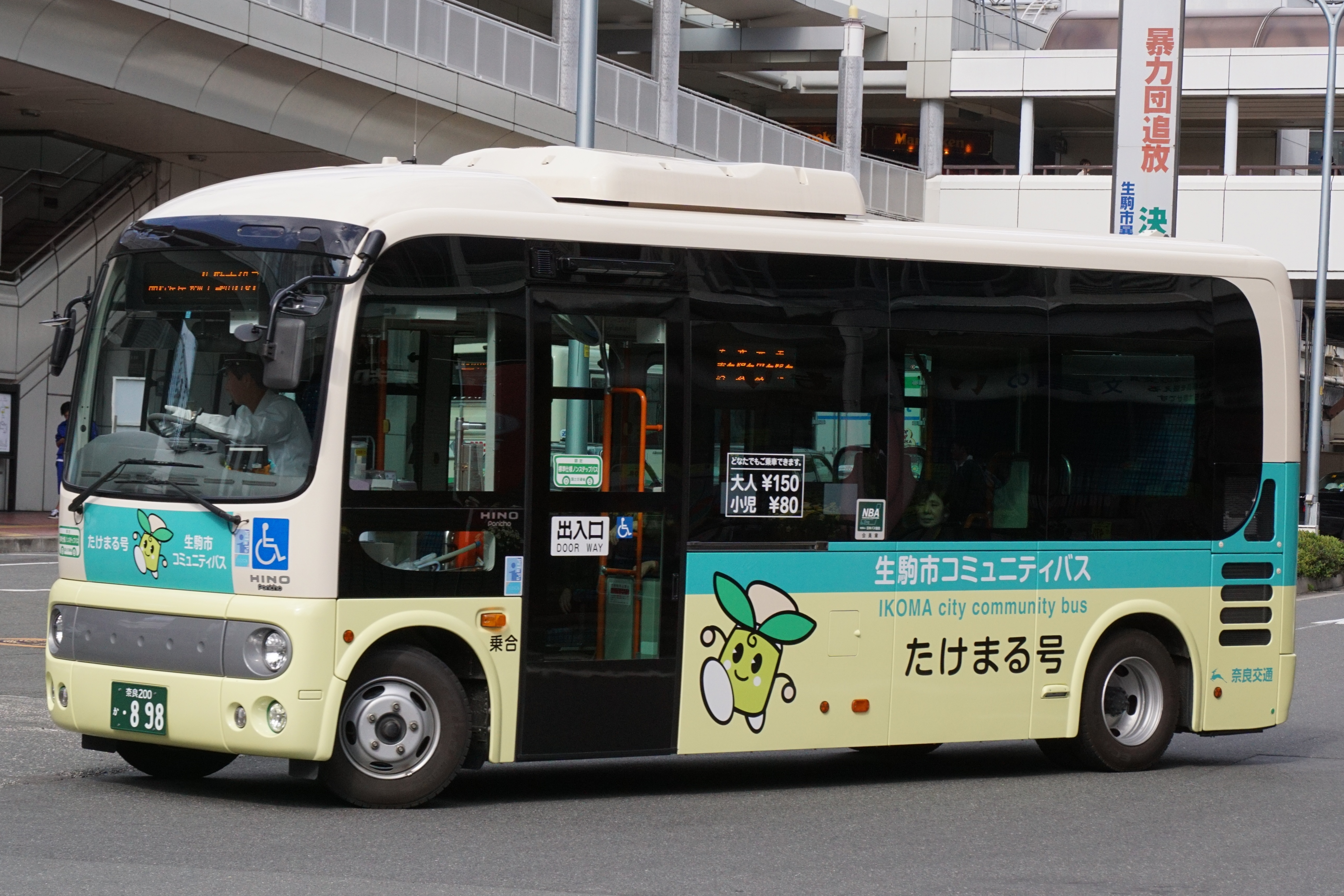
生駒駅南口に停留中のたけまる号 (日野・ポンチョ、2015年4月22日撮影)

たけまる号（たけまるごう）は、奈良県生駒市が奈良交通と生駒交通に委託して運行しているコミュニティバス。

## 概要
生駒市は比較的バランスのよい年齢層の人口構成となっているが、古くから開発された住宅地では高齢化が進んでいる。しかも坂が多いという特徴がある。奈良交通の既存のバス路線がないところが多く、これらの住人の交通手段を確保する必要が出てきた。

## 沿革
- 2005年10月21日 - 運行開始。
- 2007年6月25日 - 光陽台方面へ路線を延長する。
- 2011年10月17日 - 門前線、西畑線、萩原線が運行開始。それとともに、光陽台方面は『光陽台線』に改称。[1]
- 2013年2月1日 - 萩原線が運行休止。代わって有里線が運行開始。
- 2014年10月1日 - 北新町線、萩の台線が運行開始。
- 2015年6月1日 - 生駒市立病院の開院に伴う路線の延長。およびその他路線の運行変更。[2]

## 運行事業者
- 奈良交通北大和営業所（光陽台線）
- 生駒交通（門前線、西畑線、有里線、北新町線、萩の台線）

## 現行路線
※太字区間内は自由乗車区間。

### 光陽台線
- 生駒市立病院 → 生駒市役所 → 生駒駅南口 → 生駒駅北口 → 芸術会館 → 西松ヶ丘5番 → 光陽台中央公園 → 西松ヶ丘16番 → 東松ヶ丘5番 → 生駒駅北口 → 生駒駅南口 → 生駒市役所 → 生駒市立病院

### 門前線
- 生駒駅南口 → 市民プール → 市民体育館 → 門前駐在所 → 門前町南 → 門前町児童公園入口 → 山崎新町 → セイセイビル → 生駒駅南口

### 西畑線
- 南コミュニティセンターせせらぎ - マックスバリュ生駒南店※ - 神田橋西 - 南生駒駅 - 田口クリニック - 南中学校 - 青山台第3公園 - 西池 - やまびこホール下 - 大福寺※ - 大門町集会所※ - 小倉寺町集会所※ - 鬼取町※ - 西畑町入口 - 暗峠

※ 一部経由しない便がある。

### 有里線
- 南コミュニティセンターせせらぎ → マックスバリュ生駒南店※ → 神田橋西 → 南生駒駅 → 田口クリニック → 南中学校 → 青山台第3公園 → 西池 → むかいやま公園入口 → 西池 → 竹林寺（有里町自治会館） → 田口クリニック → 南生駒駅 → 神田橋西 → マックスバリュ生駒南店 → 南コミュニティセンターせせらぎ

※ 一部経由しない便がある。

### 北新町線
- 生駒市立病院 → 生駒市役所 → セイセイビル → 生駒駅南口 → 生駒駅北口 → 北原川 → 奥薬師台 → 薬師台 → 北原川 → 生駒駅北口 → 生駒駅南口 → セイセイビル → 生駒市役所 → 生駒市立病院

### 萩の台線
- 萩の台系統：マックスバリュ生駒南店 - 南コミュニティセンターせせらぎ - 神田橋西 - 萩の台駅 - 萩の台自治会館 - 萩の台小山公園 - 萩の台北の谷公園
- 住宅地系統：マックスバリュ生駒南店 → 南コミュニティセンターせせらぎ → 神田橋西 → 萩の台駅 → 萩の台第2公園 → 萩の台第4公園 → 萩の台さつき公園 → 萩の台駅 → 神田橋西 → 南コミュニティセンターせせらぎ → マックスバリュ生駒南店

注意
- 停留所でなくとも自由乗車区間ではバスが来たら手をあげて運転士に乗ることを知らせることで、運行の安全上に配慮して最も安全で近い位置停車し自由に乗車できる。
- ただし、下車は交通安全のため停留所に限られる。

## 過去の路線

### 萩原線
- 南コミュニティセンターせせらぎ → マックスバリュ生駒南店(注) → 神田橋西 → 南生駒駅 → 田口クリニック → 南中学校 → 美努岡萬墓 → 青山台集会所 → 青山台第3公園 → レイクサイド入口 → 西池 → むかいやま公園入口 → 萩原町集会所 → 南小学校入口 → 南中学校 → 田口クリニック → 南生駒駅 → 神田橋西 → 南コミュニティセンターせせらぎ

(注) 午前8時30分発は通過

### 萩の台線
- （旧経路）マックスバリュ生駒南店 - 神田橋西 - 萩の台自治会館 - 萩の台小山公園 - 萩の台さつき公園 - 萩の台第4公園 - 萩の台第2公園 - 萩の台駅

## 運行日
- 平日のみの運行（土曜日・日曜日・祝祭日及び、年末年始期間<12月28日 - 翌年1月3日>は運休する）。ただし運行日であっても、西松ヶ丘15番 - 光陽台中央公園 - 西松ヶ丘16番間については、積雪・凍結時には危険防止の観点などから運休される場合がある。

## 運賃
- 門前線・有里線・萩の台線 - 均一制
  - 大人150円、小学生・障害者80円
- 光陽台線・北新町線・西畑線 - 区間制
  - 1区 - 大人150円、小学生・障害者80円
  - 2区 - 大人300円、小学生・障害者160円

※ 未就学児児童は無料
- 路線ごとに専用の回数券も発行されており、生駒市立病院 - 生駒駅北口の区間は全路線の回数券が使用可能。
- 光陽台線のみICカード（CI-CA・PiTaPa・ICOCA）が利用可能。

## 車両
- 光陽台線は日野・ポンチョ（2代目）を使用。
- 門前線、北新町線、萩の台線はトヨタ・ハイエースコミューターを使用。
- 西畑線、有里線はトヨタ・ハイエースワゴンを使用。

## 名称
- 生駒市の公式マスコット「たけまるくん」から「たけまる号」という名称になったため、車体には「たけまるくん」が画かれている。

## そのほかの公的なバス路線
たけまる号の他、公的なバスとして、東生駒駅・生駒駅～生駒山麓公園間の路線が1時間に1本運転されている。こちらは奈良交通が運転を行っている。